# Conistone with Kilnsey
Conistone with Kilnsey – civil parish w Anglii, w North Yorkshire, w dystrykcie (unitary authority) North Yorkshire. W 2011 civil parish liczyła 124 mieszkańców.